# 기초체온
기초체온(Basal body temperature, BBT, BTP)은 휴식(일반적으로 수면) 중에 이루어지는 가장 낮은 체온이다. 보통 깨어난 직후 및 신체 활동에 착수하기 직전에 온도 측정을 함으로써 추산된다. 진정한 BBT보다 다소 더 높은 값이 나온다.
여성의 경우 배란 시 최소 0.2 °C (0.4 °F)의 BBT 증가를 보인다. 남성의 BBT는 난포기 여성의 BBT와 비슷하다.